# Vorde-Fiskbæk-Romlund Pastorat
Vorde–Fiskbæk–Romlund er et pastorat i Viborg Domprovsti (Viborg Stift), som består af følgende to sogne:
- Vorde Sogn
- Fiskbæk Sogn
- Romlund Sogn

I pastoratet er der tre kirker:
- Vorde Kirke
- Fiskbæk Kirke
- Romlund Kirke

Pastoratet var tidligere en sognekommune. Området ligger nordvest for Viborg i Region Midtjylland.
Vorde–Fiskbæk–Romlund er beliggende syd for Hjarbæk Fjord og øst for Fiskbæk Å, der var sognekommunens skel mod Fjends Herred.
Vorde–Fiskbæk–Romlund er nu en del af Viborg Domprovsti, men Vorde Sogn, Fiskbæk Sogn og Romlund Sogn sogne har tidligere tilhørt andre provstier.

## Sognekommunen
Vorde–Fiskbæk–Romlund Sognekommune i Nørlyng Herred i Viborg Amt blev dannet, da sogneforstanderskaberne blev oprettede i 1842.
Ved Kommunalreformen i 1970 blev Vorde–Fiskbæk–Romlund indlemmet i  Viborg Kommune (1970-2006) i Viborg Amt.
Løgstrup var kommunens hovedby i de seneste årtier, inden kommunesammenlægningen i 1970. Løgstrup var tidligere en stationsby ved Himmerlandsbanerne.